# Ricardo da Force
Jervis Ricardo Alfonso Lyte (30 de abril de 1967 – 8 de marzo de 2013), conocido profesionalmente como Ricardo da Force, fue un vocalista, rapero y DJ británico, que fue uno de los más notables vocalistas de la música House  y dance music con grupos como The KLF y N-Trance. Obtuvo su nombre de la canción de la banda de rap  X-10-CIV called "The Force".
En los últimos años de su vida, fue DJ habitual en 'The Apartment' en Dubái.
Lyte murió el 8 de marzo de 2013 en Barbados.

## Discografía
| Banda                            | Canción                     | Año  | Rol                                                                   | Ref         |
| -------------------------------- | --------------------------- | ---- | --------------------------------------------------------------------- | ----------- |
| Manic MC's                       | "The Beat"                  | 1990 |                                                                       |             |
| Adamski                          | "The Space Jungle"          | 1990 | credited performer / UK #7                                            | [ 4 ] [ 5 ] |
| X-10-CIV                         | "The Force"                 | 1991 | Rapper                                                                |             |
| The KLF                          | "3 a.m. Eternal"            | 1991 | credited performer / UK #1                                            |             |
| The KLF                          | "Last Train to Trancentral" | 1991 | credited performer / UK #2                                            |             |
| The KLF                          | "Justified & Ancient"       | 1991 | credited performer / UK #2                                            |             |
| Vibes Alive                      | "The Spoken Word"           | 1991 | coescritor                                                            |             |
| (solo)                           | "Let The House Goes On"     | 1991 |                                                                       | [ 6 ]       |
| Adamski                          | "Back To Front"             | 1992 |                                                                       |             |
| Fire Island                      | "Fire Island"               | 1992 |                                                                       |             |
| Vitamino                         | "What I've Got"             | 1992 |                                                                       |             |
| Dr Baker                         | "Global Kaos"               | 1992 |                                                                       |             |
| (solo)                           | "Set Ya Free"               | 1992 |                                                                       |             |
| Inside Heaven                    | "Sex Is The Answer"         | 1993 |                                                                       |             |
| International Foot Language      | "Life On Loop"              | 1993 |                                                                       | [ 7 ]       |
| Club zone                        | "Hands Up"                  | 1994 |                                                                       |             |
| Clubzone                         | "Passion of the Night"      | 1995 |                                                                       |             |
| N-Trance                         | "Electronic Pleasure"       | 1995 |                                                                       |             |
| N-Trance                         | "Stayin' Alive"             | 1995 | rapping / UK #2                                                       |             |
| Trancylvania (featuring Ricky)   | "Colour of Love"            | 1995 | NOR #6                                                                |             |
| Greed                            | "Pump Up the Volume"        | 1995 | UK #51                                                                |             |
| (solo)                           | "Why?"                      | 1996 | UK #58                                                                |             |
| Ramp                             | "Rock The Discotek"         | 1996 |                                                                       |             |
| N-Trance (featuring Rod Stewart) | "Da Ya Think I'm Sexy?"     | 1997 |                                                                       |             |
| N-Trance                         | "D.I.S.C.O."                | 1997 |                                                                       |             |
| N-Trance                         | "Paradise City"             | 1998 |                                                                       |             |
| N-Trance                         | "Broken Dreams"             | 1998 |                                                                       |             |
| England Supporters Band          | "The Great Escape 2000"     | 2000 | rapping                                                               | [ 8 ]       |
| Atomic Kitten                    | "I Want Your Love"          | 2000 | Initial copies contained a sample of The KLF's "Justified & Ancient". |             |